# Diocesi di Eminenziana
La diocesi di Eminenziana (in latino: Dioecesis Eminentianensis) è una sede soppressa e sede titolare della Chiesa cattolica.

## Storia
Eminenziana, nell'odierna Algeria, è un'antica sede episcopale della provincia romana della Mauritania Sitifense.
Sono solo due i vescovi documentati di Eminenziana. Alla conferenza di Cartagine del 411, che vide riuniti assieme i vescovi cattolici e donatisti dell'Africa romana, avrebbe dovuto partecipare per parte donatista il vescovo Marciano, il quale tuttavia non arrivò in tempo per sottoscriverne gli atti, che furono sottoscritti al suo posto da Felice di Novasinna; in questa occasione la sede di Eminenziana non ebbe vescovi cattolici.
Il secondo vescovo noto è Vittore, il cui nome appare al 14º posto nella lista dei vescovi della Mauritania Sitifense convocati a Cartagine dal re vandalo Unerico nel 484; Vittore, come tutti gli altri vescovi cattolici africani, fu condannato all'esilio.
Dal 1933 Eminenziana è annoverata tra le sedi vescovili titolari della Chiesa cattolica; l'attuale vescovo titolare è Seyoum Franso Noel, vicario apostolico di Hosanna.

## Cronotassi

### Vescovi residenti
- Marciano † (menzionato nel 411) (vescovo donatista)

- Vittore † (menzionato nel 484)

### Vescovi titolari
- Julius Angerhausen † (27 gennaio 1959 - 22 agosto 1990 deceduto)
- Csaba Ternyák (24 dicembre 1992 - 15 marzo 2007 nominato arcivescovo di Eger)
- Daniel Kozlinski Netto (20 giugno 2007 - 8 ottobre 2016 nominato eparca di Santa Maria del Patrocinio in Buenos Aires)
- Seyoum Franso Noel, dall'8 aprile 2017